# Meme (memetica)
Een meme is een begrip uit de memetica en betekent een idee of ideeën-stelsel zoals een godsdienst of ideologie, dan wel een techniek of andere menselijke vinding of gebruik  dat zich onder informatiedragers verspreidt (tot nu toe voornamelijk menselijke hersenen en sociale netwerken), en wordt ook wel omschreven als een besmettelijk informatiepatroon. Een meme is een zichzelf vermeerderende eenheid van de culturele evolutie, zoals een gen de eenheid is van de biologische evolutie. 

## Etymologie en uitspraak
Het begrip is in 1976 geïntroduceerd in zijn boek The Selfish Gene door de bioloog Richard Dawkins die bij de naamgeving wilde aansluiten bij het Engelse woord memory (geheugen) en bij de Oudgriekse woorden mimema (μίμημα) en mimesis (μίμησις) voor nabootsing of imitatie. Deze laatste betekenis is verschoven naar die van "culturele overdracht".
In het Nederlands komt zowel de vernederlandste uitspraak /memə/ voor met het meervoud 'memen', als de van het Engels overgenomen uitspraak /mi:m/ met het meervoud 'memes'. Deze laatste vorm wordt vooral gebruikt voor de zogenaamde internetmemes.

## Bedoeling van de naamgever
Richard Dawkins koos voor een woord waarmee hij de eenheid van culturele evolutie wilde aanduiden, analoog aan het gen bij de biologische evolutie. In de Engelse uitspraak rijmt 'meme' dan ook enigszins op 'gene'. Memen gedragen zich in de tijd ongeveer als genen in de biologische evolutie.

## Definitie in woordenboeken
Ook in woordenboeken is het begrip meme inmiddels doorgedrongen. De Oxford Dictionary geeft online de volgende definitie: an element of a culture or system of behaviour passed from one individual to another by imitation or other non-genetic means (een bestanddeel van een cultuur of een gedragspatroon dat langs niet-genetische weg van het ene individu naar het andere wordt doorgegeven).
De Grote Van Dale (13e druk 1999) definieert de meme als "eenheid van culturele overdracht" en citeert het NRC Handelsblad: "memen verdubbelen zich door imitatie en kunnen dat in principe veel sneller dan genen".

## Verklaring van het begrip meme door Dennett en Hofstadter
Daniel C. Dennett heeft met Douglas R. Hofstadter in een gezamenlijke uitgave, The Mind's I, het begrip meme in zijn woorden verklaard (Zie hoofdstuk 10, "Egoïstische memen", van dit boek, in het Nederlands vertaald als De spiegel van de ziel, 1981). Door D.C. Dennett, Consciousness explained, 1991 (Het bewustzijn verklaard) kreeg het begrip een wat volwassener status in de wetenschap.

## Werking
Een meme wordt verondersteld analoog aan een gen te functioneren. Gelijkerwijs kan ze mutaties ondergaan en zich daardoor succesvoller verspreiden. De meme kan uitsterven of in een slapende toestand verblijven als ze 'uit de tijd' raakt. Memen worden ook vergeleken met software die overgaat van de ene computer of netwerk naar andere. 
Memen kunnen delen bevatten van feiten, ideeën, talen, melodieën, ontwerpen, morele en esthetische waarden, vaardigheden en al het andere dat normaliter wordt aangeleerd en doorgegeven aan anderen. Het succes van een meme zou men kunnen afmeten aan het aantal informatieverwerkende en -dragende eenheden dat ermee "besmet" is, cq. raakt. Het succes van een meme zegt echter niets over de waarde of de kwaliteit ervan. Zo kunnen er zeer succesvolle memen zijn die niet-kloppende informatie bevatten (bijvoorbeeld pseudo-wetenschap en de grote wereldgodsdiensten die veel, wetenschappelijk gezien, hoogst onwaarschijnlijke of zelfs aantoonbaar foute beweringen verkondigen) of zijn er succesvolle memen die toch door het overgrote deel van de bevolking worden verworpen (zoals verschillende vormen van extremisme). Bij culturele memen is de kwaliteit ervan subjectief (een kwestie van smaak).  
Volgens Richard Dawkins in zijn boek "The Selfish Gene" (in het Nederlands vertaald als "De zelfzuchtige genen") kunnen memen, net als genen, "samenwerken", zo zijn conservatieve memen vaak gecombineerd met rechtse memen, en vele religies met geloof in leven na de dood. Deze "samenklonteringen" van memen noemde hij "memencomplexen".

## Voorbeelden
- Een goed voorbeeld van krachtige memen zijn wereldreligies. Van de ene generatie aan de andere doorgegeven vinden steeds kleine veranderingen plaats. Grote mutaties vinden bv. plaats bij een reformatie. Sommigen zien de secularisatie van bepaalde richtingen in de christelijke godsdienst als een teken van een succesvolle meme. Een "starre" en moeilijk veranderende godsdienst zal volgens deze memetheorie versplinteren in een "succesvol" geseculariseerd deel en (talloze) kleine afsplitsingen.
- Taal.
- Mode en andere rages.
- Ideologieën zoals het kapitalisme, communisme en fascisme.
- Voorbeelden van memen die door Dawkins worden aangedragen zijn: herkenningsmelodieën, Bijbelse typen, logo's en spreekwoorden.

## Memen kunnen opnieuw tot leven komen
Memen kunnen uitgestorven lijken, maar in een later tijdperk weer belangstelling wekken. Boeken en andere geschriften, websites, of andere informatiedragende eenheden, bv. grotschilderingen of andere archeologische vondsten waarin deze memen bewaard blijven, zijn dan een soort sluimerend "zaad", in een spore-achtige staat, dat wacht op gunstige omstandigheden om te "ontkiemen", ofwel te (her-)ontwaken. Ter illustratie: de voorchristelijke religies van Europa, zoals druïdisme en sjamanisme, waren gedurende duizend jaar praktisch verdwenen door de repressie van de kerk. Onder invloed van het secularisme zochten sommigen een andere invulling voor hun religieuze behoeften en ontdekten opnieuw het geloof van hun voorouders, zodat er nu weer Europese druïden, sjamanen en zelfs heksen zijn. Een andere meme die schijnbaar uitgestorven was, is het Hebreeuws. Meer dan tweeduizend jaar was dit geen levende taal meer en alleen als ceremoniële taal bij de joodse eredienst in gebruik. Onder invloed van het zionisme is het Hebreeuws weer een levende meme/taal geworden als de officiële taal van Israël. Theodor Herzl heeft in 1896 met het boekwerk Der Judenstaat hiertoe op basis van zijn ideaal en geloof de impuls ervoor gegeven.